# 树参
树参（学名：Dendropanax dentiger），又名台湾杞李、台湾树参、谢氏杞葠、枫荷桂、半枫荷、木五加、枫荷梨、小荷枫，是五加科树参属的植物。分布于老挝、越南、柬埔寨、台湾岛以及中国大陆的福建、浙江、广东、湖南、广西、贵州、安徽、湖北、江西、四川、云南等地，生长于海拔10米至1,800米的地区，多生长在常绿阔叶林中和灌丛中，目前尚未由人工引种栽培。